# ザグレブ空中衝突事故
ザグレブ空中衝突事故（ザグレブくうちゅうしょうとつじこ）は、1976年9月10日にユーゴスラビア（当時）のザグレブ航空管制エリアで発生した、民間航空機同士による空中衝突である。この航空事故は双方の運行乗務員の見張り不足と航空管制エラーが原因であったとされた。死者176名。

## 事故の概略

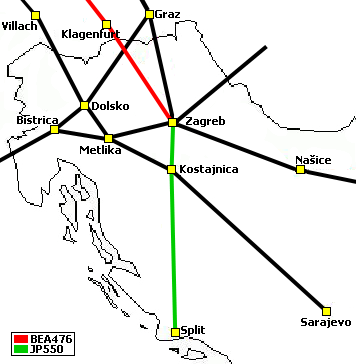
事故に遭遇した2機の航空路。赤が476便、緑が550便の航跡。交差した箇所にあるザグレブVORに2機は向っていたが、そこが空中衝突地点となった。

1976年9月10日の金曜日、2機の民間航空機がユーゴスラビア上空を飛行していた。1機はブリティッシュ・エアウェイズ（英国航空）476便でイギリスのロンドン・ヒースロー空港を世界時午前8時32分に離陸し、トルコのイスタンブールに向けて飛行していた。ユーゴスラビア上空を巡航高度33,000フィートで通過するフライトプランであった。476便はホーカー・シドレー トライデント（イギリス製3発ジェット機）で運行されており乗員乗客63人が搭乗していた。もう1機はイネックス・アドリア航空（現在のアドリア航空）550便で、アドリア海沿岸にあるスプリトから西ドイツのケルン・ボン空港に向けて離陸した。550便はDC-9-32（アメリカ合衆国製双発ジェット機）で運行されており、乗員乗客113人が搭乗していたが、乗客の多くは休暇帰りのドイツ人であった。
ユーゴスラビア上空は欧州と中東を結ぶ航空路が錯綜しており、ヨーロッパでも忙しい空域のひとつであった。しかしザグレブ航空管制は人手不足であり、導入された航空管制システムも使いこなせないことから、一部以前のやり方を用いていた。当時は8人の管制官が担当していた。ザグレブ航空管制は高度別3階層のセクターに分けられており、管制官はそれぞれのセクターのみを担当するシステムだった。このシステムでは管制官は担当セクターを飛行する航空機はレーダー画面上に便名と高度が表示されるが、担当外は輝点しか表示されなかった。
出発前に550便は巡航高度31,000フィートを要求したが、別の航空機が既に使用していたため、離陸後26,000フィート以上に上昇することを禁止されていた。しかし、航空管制官に空いている35,000フィートへの上昇を許可されたため上昇を始めた。航空管制の担当が中高度（25,000~31,000フィート）から高高度（35,000フィート~）担当に移管されたが、この時業務の引継ぎがうまくいかず、高高度担当の管制官に550便が35,000フィートへ上昇するという事実が正しく伝わらなかった。これは高高度担当の管制官が他の運行便との交信に忙殺されていたことも一因であった。
この結果、高高度担当の管制官が550便と交信するのが遅れた。そのため2機は接近することになったが550便はこの時高度32,700フィートを飛行しており、高度差があるため衝突する危険性はなかった。この時管制官は476便が近くに飛行していることを伝達したが、476便の高度を33,500フィートと勘違いしており（上記の理由から高度はレーダーに表記されない）、「現在上昇中の高度を維持せよ」と曖昧な指示を与えた。このことにより550便は上昇を継続し、476便と同じ33,000フィートとなり衝突コースに向わせるという致命的な誤った指示となった。なお、この時の管制官と550便との一連の交信は英語ではなくセルボ・クロアチア語（当時）で行われており、国際航空管制に反していた（管制官は、この時以外の交信は英語で行っていた）。もし英国航空の機長がアドリア航空機と管制塔の会話を理解できていたら、両者が同高度を飛んでいることに気づいた可能性が高い。2機は世界時午前10時15分にザグレブVOR上空で高度差30メートル、交差角度90度で空中衝突した。

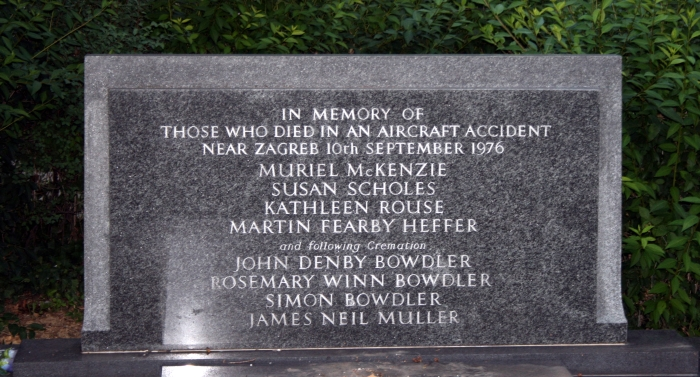
慰霊碑

衝突の瞬間、476便は毎時900キロメートル、550便は毎時860キロメートルで飛行しており、上昇から指示された（と思った）33,000フィートに戻そうと下降していた550便の左翼が水平飛行していた476便の操縦室を直撃した。この瞬間476便の操縦乗員は全員即死し操縦不能になった。また550便も左翼を失ったことから2機ともまっ逆さまになり地上に激突した。両機に搭乗していた乗員乗客176名全員が犠牲になったが、この犠牲者数は1971年に日本で発生した全日空機雫石衝突事故の162人を上回り、空中衝突事故としては当時世界最悪であった。この様子は476便の後方15マイル、高度29,000フィートを飛行していたルフトハンザ航空のボーイング737のパイロットが目撃しておりただちに航空管制官に報告された。550便と476便に繰り返し呼びかけていた上記の管制官はショックを受けた。

## 事故のその後
事故調査委員会は航空管制センターの管制官が担当便の移管を円滑に行なわなかったうえ、業務に忙殺されて「現状高度維持」の誤った指示を出したのが原因であるとしたが、両機の見張り不足も事故原因であるとした。これは事故当時の気象が晴天であり少なくとも30秒前から互いに視認できたはずだと見なされたからである。476便には正副操縦士のほかにもう一人副操縦士が搭乗していたが、彼はクロスワードを解くのに夢中であったという。この指摘に対して、事故調査委員会に参加していたイギリス代表は、2機の接近速度が速すぎて視認しにくかったうえ、476便からは太陽のある方向に向っていた為視認できなかったのに対し、550便からは飛行機雲を引いていた476便を視認するのは可能であったと指摘した。
なおユーゴスラビア当局は2機の航空管制を担当していた8人全員を拘束した。その後、実際に誤った指示を出した管制官は過失で懲役刑7年を宣告された。しかし彼は当局からスケープゴートにされたと国際的な批判が挙がったためチトー大統領が恩赦を与え、1978年11月29日に釈放されている。